# Берлтсюм
Берлтсюм (нід. Berltsum) — село в нідерландській провінції Фрисландія. Входить до муніципалітету Вадхуке.
Його площа становить 7,19км², а населення станом на 2021 рік складало 2 575 осіб.
Перша згадка про населений пункт датується 1355 роком.

## Галерея

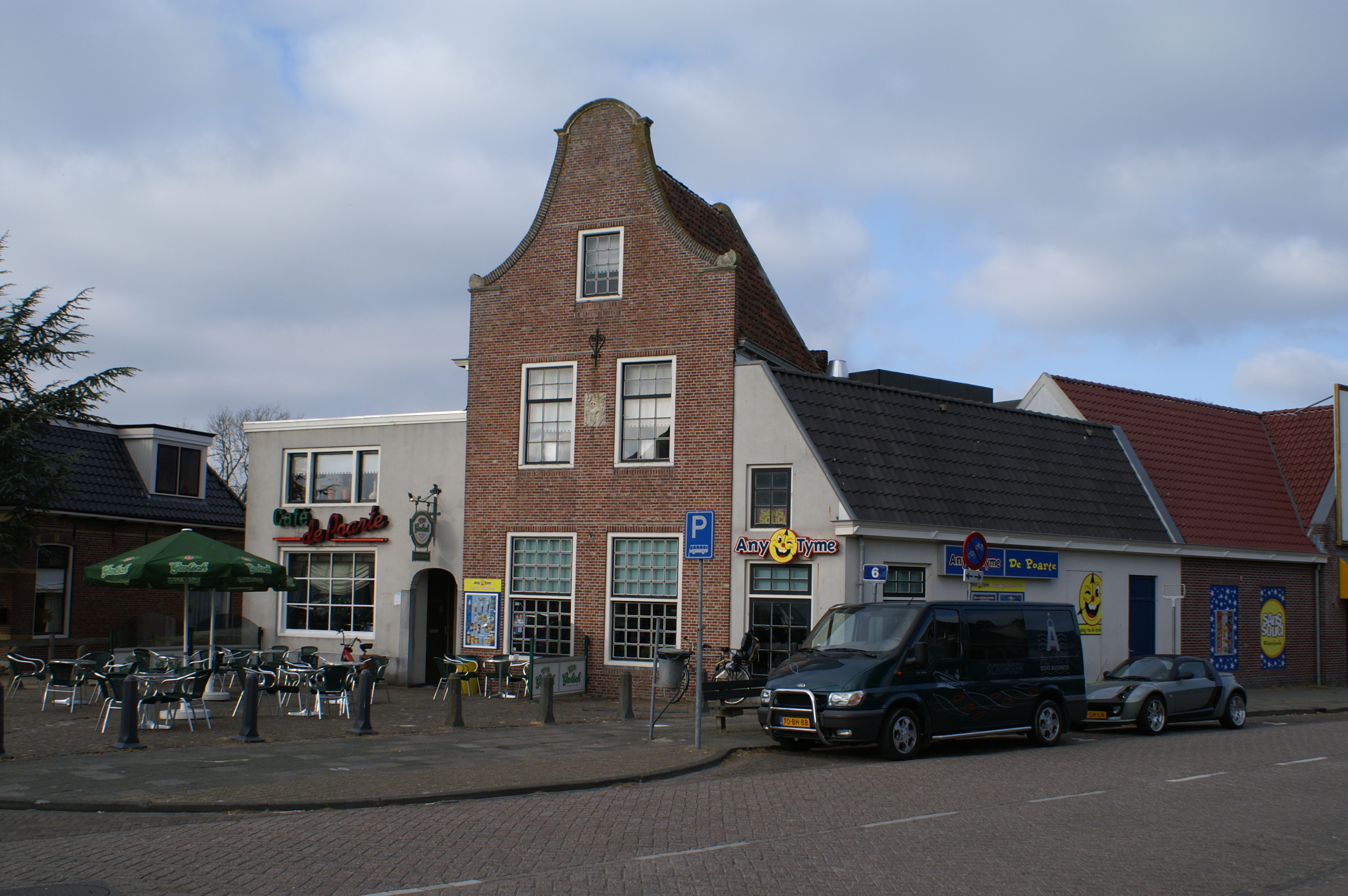
Паб у селі
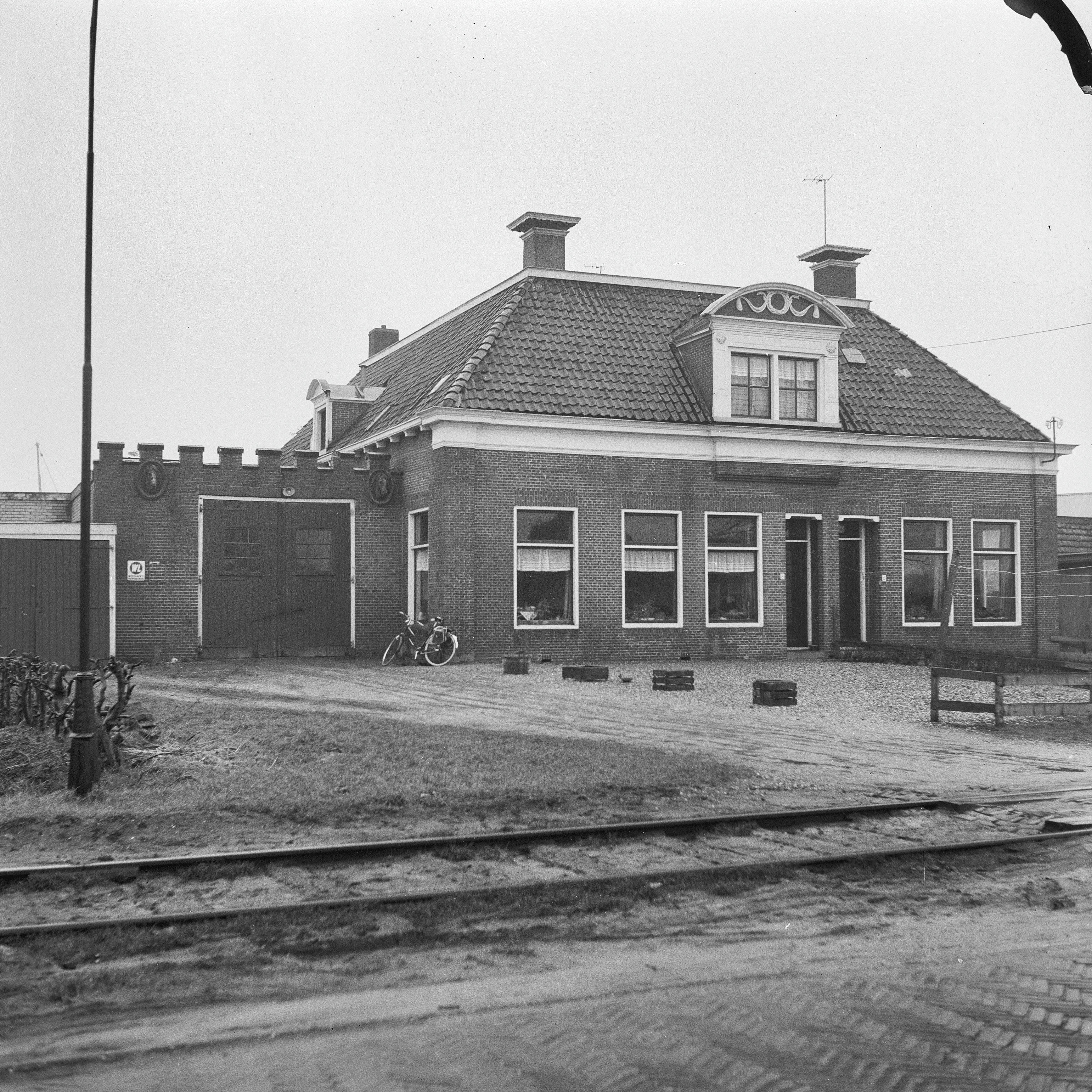
Будинок і трамвайні колії (1966)
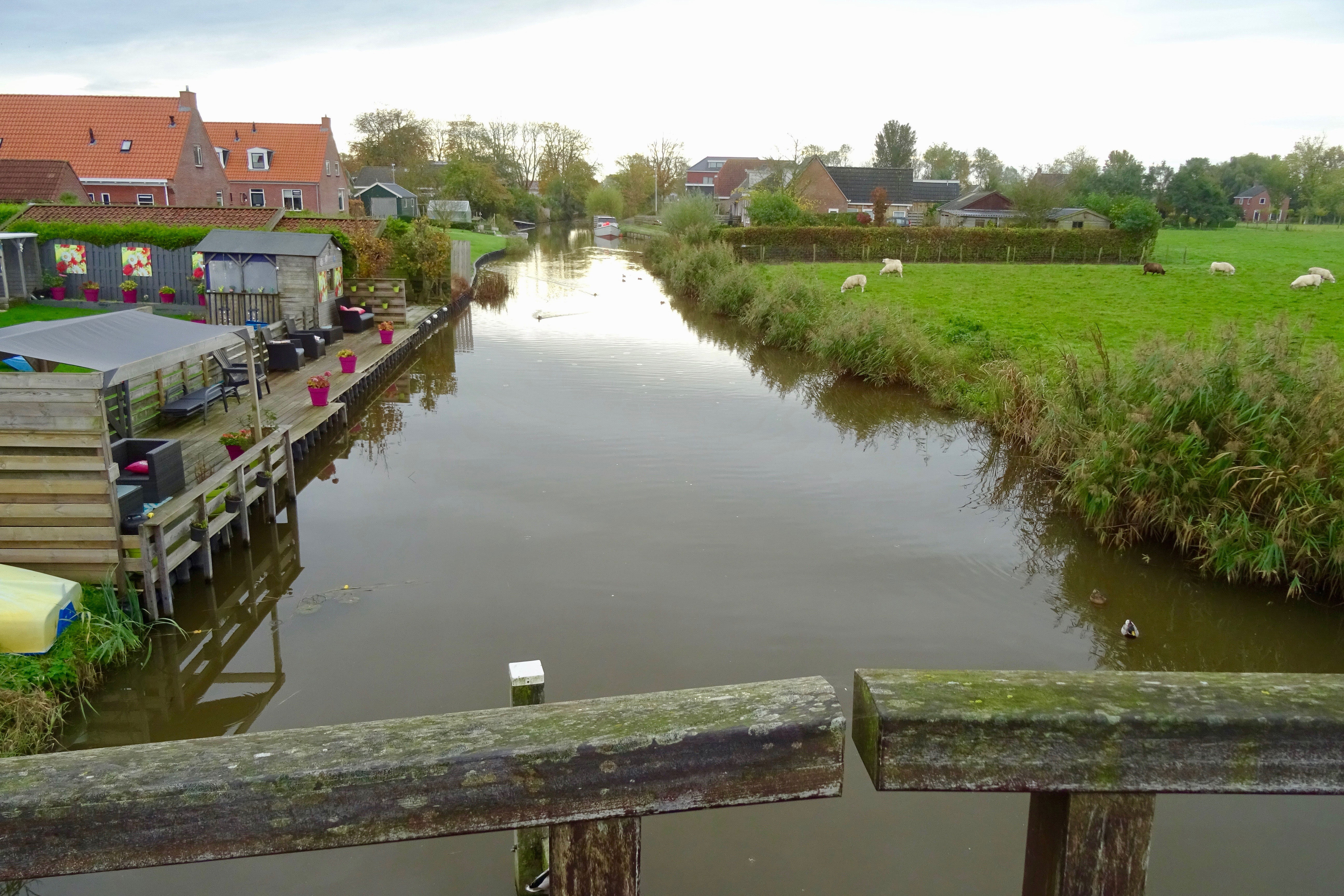
Вид на канал
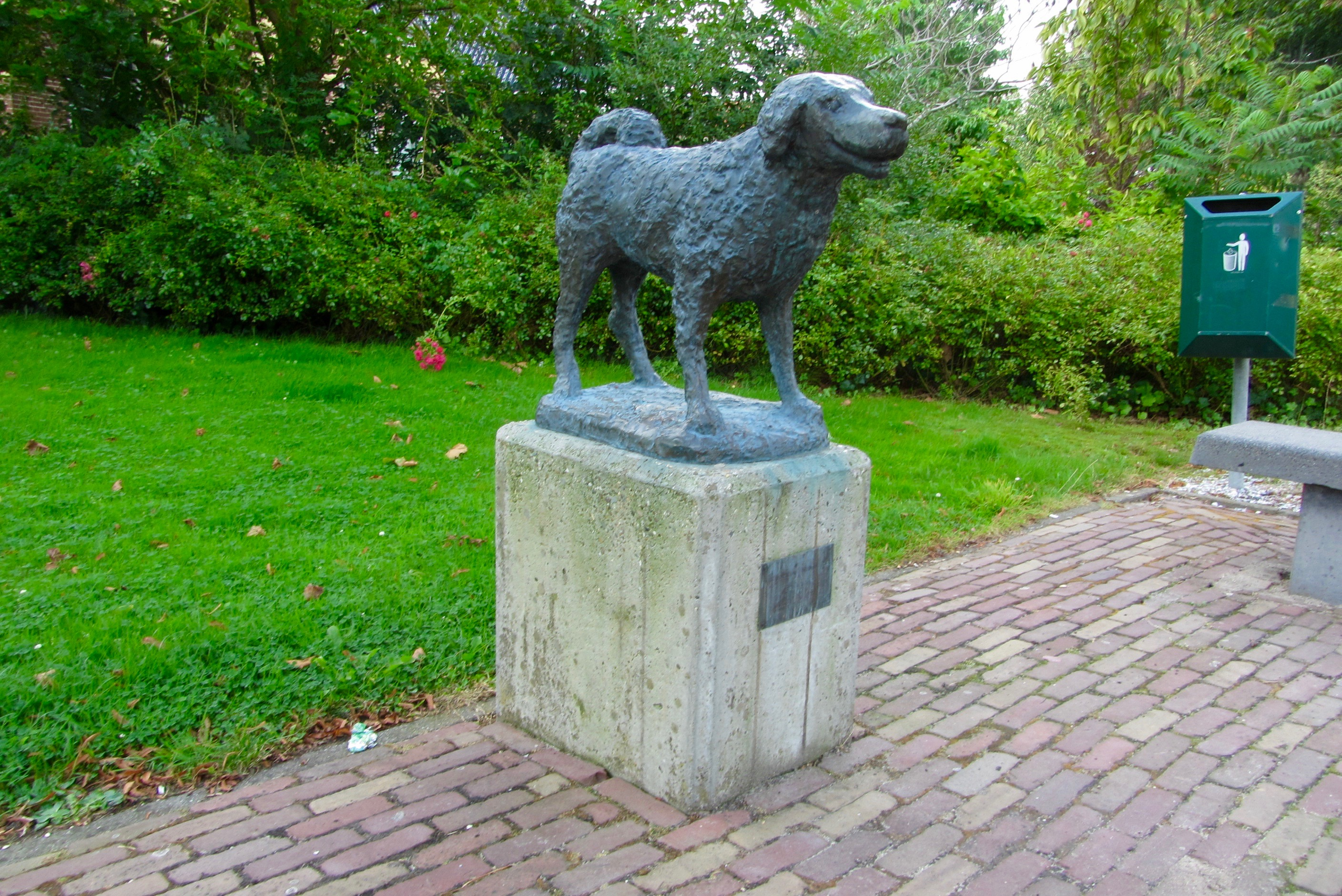
Статуя у Берлтсюмі